# JNR série 713
Pour les articles homonymes, voir serie 713.
Les JNR série 713 (713系, 713-kei) (713けいでんしゃ/713 keidensha ou 713系電車) est un type de rame automotrice électrique (EMU), mono-courant alternatif, utilisées pour les services de banlieue et périurbains japonais, introduites en 1984, et actuellement encore exploitées par la JR Kyushu en date de 2024.

## Histoire
Elle a été développée pour promouvoir la conversion des trains desservant les lignes locales en trains électriques au courant alternatif. En tant que prototype de modèle de train (série 900), 8 voitures réparties en 4 formations ont été fabriquées par Tokyu Sharyo Manufacturing et Hitachi et placées dans le district ferroviaire JNR de Minami-Fukuoka (actuellement le district du matériel roulant de Minami-Fukuoka).
Initialement, il était prévu de l'affecter sur la ligne principale de Nagasaki et la ligne Sasebo et de convertir les trains de ces lignes en 100% électrique, mais le plan a été modifié en raison de la détérioration financière de la JNR. La série 715, qui était une version suburbaine issue des voitures modifiées des séries 581 et 583, a également été introduite à la même époque, et avec la révision des horaires le 1er février 1984, les deux séries ont fait leurs débuts en même temps.
Après cela, l'entreprise a modifié sa politique décidé quelques années plus tôt, consistant à importer le nombre nécessaire de trains express qui étaient excédentaires en modifiant leurs carrosseries (série 717) et en les convertissant en trains de banlieue. Pour cette raison, cette série 713 n'a été produite qu'en tant que prototype et non en série originellement. Mais la technologie de puissance utilisée sera sur la série 783, la série 811, la série 787, la série Abukuma Express 8100, la série 719,ou série 721 qui apparaitront après la transition vers JR.

## Description
Puisqu'elle a été conçue dès le départ pour de la desserte locale, compte tenu de la demande de transport, le ratio MT a été fixé à 1M1T, se composant d'une motrice avec cabine de type Kumoha 713 et d'une remorque avec cabine de type Kuha 712.

### Intérieure et Exterieure
La carrosserie de la voiture était initialement prévue pour être en acier inoxydable, mais elle est finalement construite en acier et suit la méthode employée pour construire la série 417, avec 2 portes placées de chaque côté. La nouvelle livrée est la couleur crème no 1 et le vert no 14. En 1996, avec l'ouverture de la ligne de l'aéroport de Miyazaki, la couleur de la peinture à base de rouge a été changée en « Sunshine Miyazaki Color », qui est la couleur actuelle.
Les sièges sont des sièges transversaux. La palette de couleurs intérieures est composée de tons chauds similaires à ceux de la série 201 de la même période, et les cadres des sièges en croix sont marron foncé.
Le système de climatisation est équipé du système de refroidissement central de type AU710 développé pour cette série.

### Caractéristiques techniques

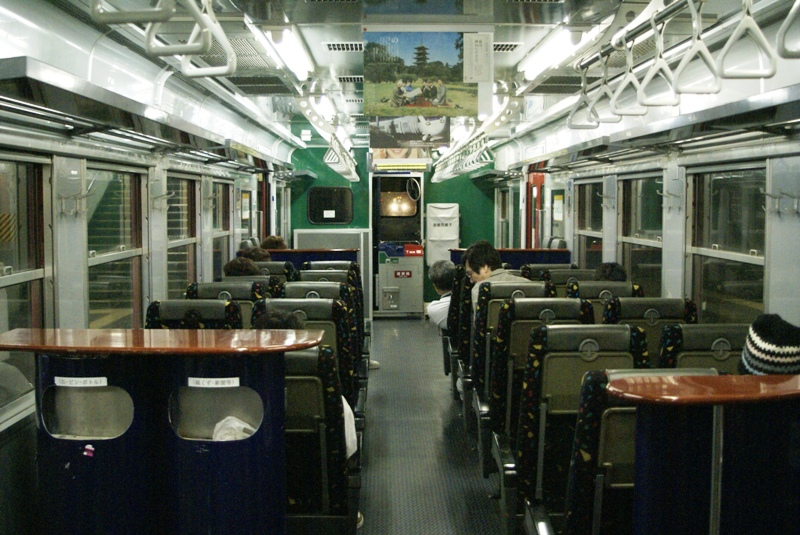
Inteirieur après rénovation des sièges en 1996

La méthode de contrôle sont des redresseurs à thyristors, mais contrairement à la série 711, le champ est excité séparément par le contrôle de phase du thyristor. C'était le premier train JNR à utiliser le freinage régénératif AC. Puisqu'il est exclusivement destiné à être utilisé sur l'île de Kyūshū, il ne prend en charge que la fréquence de 60 Hz, mais en modifiant certains équipements CA, il peut prendre en charge une fréquence d'alimentation de 50 Hz,.
Le moteur électrique principal est du type MT61. En augmentant la tension aux bornes à 500 V, la puissance nominale sur 1 heure est de 150 kW. Le rapport de démultiplication était grand, 6,07, et la vitesse maximale était de 100 km/h. Ce moteur a ensuite été adopté comme moteur à collecteur bobiné en série pour les séries 205 et 211 .
Le bogie était initialement prévu pour utiliser des ressorts pneumatiques , mais en raison du manque d'espace sous le plancher a cause du nombre d'équipements, il a été remplacé par un bogie à ressorts hélicoïdaux. La Kumoha 713 utilise un type DT21D équipé d' un frein à bande de roulement , et la Kuha 712 utilise un type TR62 équipé d' un frein à disque.
Au début, On avait pas envisagé un fonctionnement en UM avec les séries 717, 475 et 457 ,et on a installé un coupleur de type KE96 pour le circuit de commande. Cependant, en raison du petit nombre de formations de 713, un dispositif de conversion du système de freinage a été installé en tenant compte des pannes, et un essai d'accouplage avec la série 475 a été effectué en 1997. Après cela elles pouvait être accouplée en UM pour les urgences uniquement.

## Exploitation et évènements
En 2003 , le véhicule a été rénové pour permettre une conduite par une seule personne] et un carillon de porte a également été installé.
De 2008 à 2010, des travaux de rénovation impliquant le remplacement des principaux équipements de contrôle ont été effectués au parc général de matériel roulant de Kagoshima. On changera les pantographes de type PS16 rhomboïdaux par des modèles à un bras.
À partir d'octobre 2022, elle sera exploitée sur la lignes de l'aéroport de Miyazaki, y compris la ligne principale Nippō (entre Nobeoka et Minami Miyazaki) et la ligne Nichinan (entre Minami Miyazaki et Tayoshi).